# Mjölkfett
Mjölkfett består till Ca 70% av mättat fett och har en komplex sammansättning av omkring 400 olika fettsyror.
Eftersom mjölken till största del består av vatten måste fettet göras vattenlösligt. Därför existerar mjölkens fett i form av fettkulor omgivna av ett membran. I stort sett allt fett i mjölken finns i fettkulorna. Trots att mjölk direkt från kon endast innehåller 4,2 procent fett finns det ungefär 10 miljarder fettkulor i en milliliter mjölk.